# Gravelotte
 Gravelotte  es una población y comuna francesa, en la región de Lorena, departamento de Mosela, en el distrito de Metz-Campagne y cantón de Ars-sur-Moselle.

## Geografía
Gravelotte se encuentra en la meseta de Metz a unos 15 kilómetros de la ciudad homónima y a una altitud de 320 metros, Hay una actividad agrícola importante en la zona con cultivos de remolacha, cereales y ganadería.
El municipio forma parte del parque natural regional de Lorena.

## Demografía
| 375 | 428 | 508 | 507 | 530 | 652 |
| Para los censos de 1962 a 1999 la población legal corresponde a la población sin duplicidades (Fuente: INSEE [Consultar]) |     |     |     |     |     |